# 盐田河 (悉尼)
33°57′S 151°03′E / 33.950°S 151.050°E
盐田河 （英語：Salt Pan Creek）是一条汇入乔治河的城市水道，位于澳大利亚新南威尔士州悉尼的坎特伯雷-班克斯敦地区。

## 流向和特征

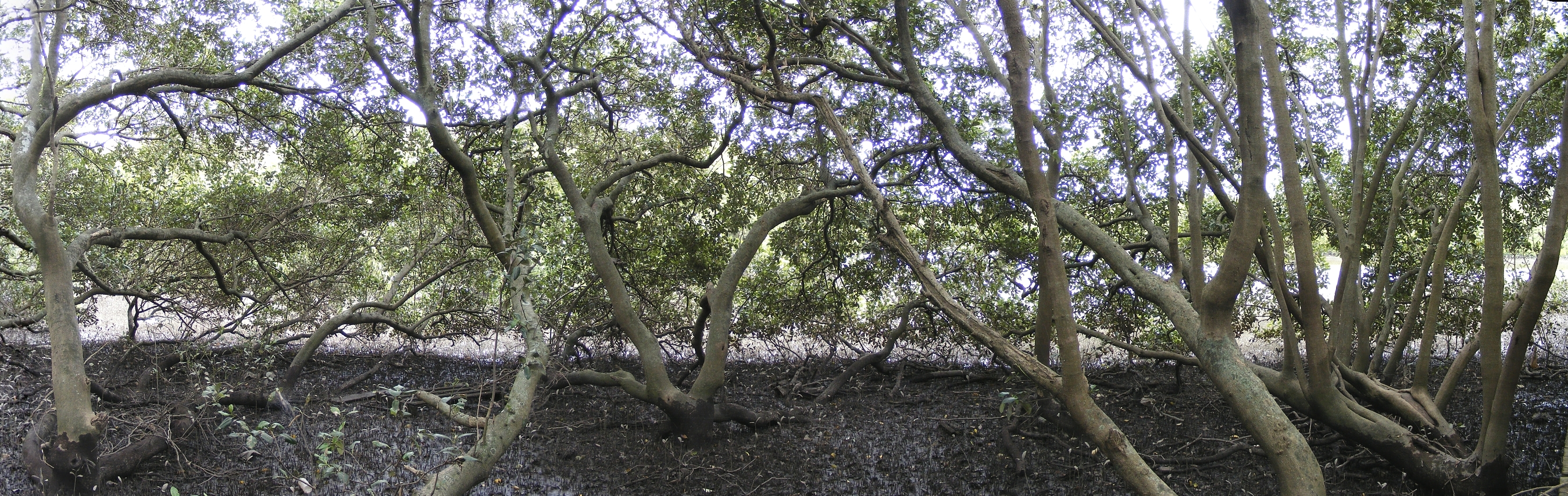
盐田河岸边的红树林。

盐田河发源于郊区路易斯山（英文：Mount Lewis，在坎特伯雷-班克斯敦地方政府辖区内）的西偏西南，向东南缓缓流经乔治河市地方政府辖区，最终在河林镇汇入乔治河。其流域的面积约为26平方公里（10平方英里），因植被破坏和城市建设活动的影响，常受洪涝之苦。
其流域内的植被包括三种濒临灭绝的生态种类，即沿海盐沼，库克河（Cooks River）卡斯尔雷（Castlereagh）铁皮桉（Ironbark）森林和页岩/砂岩过渡林。整个流域内植被类型差异很大，生态环境包括淡水环境，河口环境，红树林和盐沼，河岸和陆地环境，为当地动植物提供了重要的栖息地。

## 历史
从早在1809年起，盐田河周遭土地曾为澳大利亚原住民反抗殖民的起义场所。特伯里（Tedbury），是佩姆乌（Pemulwuy）的儿子同时也是一位原住民长者，参与了其中一场冲突。在这场冲突中，欧洲定居者弗雷德里克·梅雷迪思（Frederick Meredith）为矛所伤并被迫放弃他的农场。据了解，梅雷迪思和另一位定居者打算清理和耕种盐田河周围的土地，而此处是原住民的重要食物来源地。1926至1935年间，随着原住民，包括已经恢复了传统土地的难民家庭，以及那些寻求逃离原住民保护局（Aboriginal Protection Board）的人，在此设立棚户营地，盐田河周遭的土地变成了原住民权利的焦点。
盐田河得名自早期殖民定居者，他们通过蒸发盐水的方式从此地的沼泽中获得盐。